# Mal'čiški
Mal'čiški (Мальчишки) è un film del 1969 diretto da Leonid Pavlovič Makaryčev e Ajan Gasanovna Šachmalieva.